# Tenso
Tenso (tensó, tenson lub tençó) – gatunek literatury prowansalskiej uprawiany przez trubadurów. 
Ma formę dyskursu, w którym każdy z głosów zajmuje stanowisko w sprawie związanej z etyką lub miłością. Blisko spokrewnione gatunki to partimen oraz cobla exchange. We literaturze włoskiej tenso zostało przyjęte jako tenzon(e).